# Černí baroni (film)
Černí baroni je česká filmová komedie z roku 1992 režiséra Zdeňka Sirového natočená na motivy stejnojmenné knihy Miloslava Švandrlíka.
Film představuje „pétepáky“ – příslušníky Pomocného technického praporu (Ondřej Vetchý, Václav Vydra, Boris Rösner aj.) – praporu, tvořeného lidmi označovanými jako třídní nepřátelé komunismu v Československu padesátých let 20. století. Mezi ně se řadili intelektuálové, lidé buržoazního původu, sedláci, věřící – režimu nepřátelské „reakcionářské“ živly. Jejich veliteli byli nevzdělaní, zato politicky aktivní důstojníci (Pavel Landovský, Jiří Schmitzer, Miroslav Donutil, Bronislav Poloczek, Alois Švehlík). Ze vzájemných střetů obou skupin vznikaly absurdní situace parodující poměry tehdejší doby.

## Obsazení
- Pavel Landovský – major Haluška („Terazky“)
- Bronislav Poloczek – kapitán Ořech
- Alois Švehlík – kapitán Honec
- Jiří Schmitzer – poručík Hamáček
- Miroslav Donutil – poručík Troník
- Rudolf Hrušínský ml. – MUDr. kapitán Hořec
- Václav Postránecký – generál
- Daniel Landa – zupák, svobodník Halík
- Ondřej Vetchý – vojín Roman Kefalín
- Vladimír Javorský – vojín Jasánek
- Milan Šimáček – vojín Vata
- Boris Rösner – vojín JUDr. Macháček
- Zdeněk Podhůrský – vojín Vločka
- Michal Dosedla – Nalezenec
- Jan Kraus – Voňavka
- Jaromír Dulava – Štětka
- Václav Vydra nejmladší – Šternberk
- Milan Gunár – Kotlár
- Jiří Fero Burda – Ciml
- Michal Dlouhý – Fišer
- Miroslav Táborský – Voháňka
- Milan Sandhaus – mistr Francl
- Štěpánka Lisá – svazačka
- Josef Somr – hostinský
- Hana Čížková – Magda
- Josef Dvořák – nadporučík Pavel Mazurek

## Citáty
„Bože môj, oni mi tuná jebú.“ (major Haluška při inspekci cel)
„Boha jeho, zase jebú.“ (major Haluška při inspekci kamenolomu nachytá vojína Jasánka se svazačkou)
„Já, soudruzi, já ale nesouložil…“ (vojín Jasánek se obhajuje před komisí důstojníků)
„Čo bolo, to bolo, terazky som majorom.“ (major Haluška kapitánu Ořechovi)
„Jestlipak si myslíte, soudruzi, že to přežil? No přežil, protože mu to politicky myslelo, vy šmejdi!“ (poručík Troník)
„… samopal má kadenci: ta ta ta ta ta, a někdy i mnohem rychlejší…“ (poručík Troník)
„O tom, co je krásné, rozhodujeme my! Strana!“  (kpt. Ořech na koncertě)
„Já zapomněl, vepřová hlavo.“   (voj. Voňavka odpovídá Ořechovi)

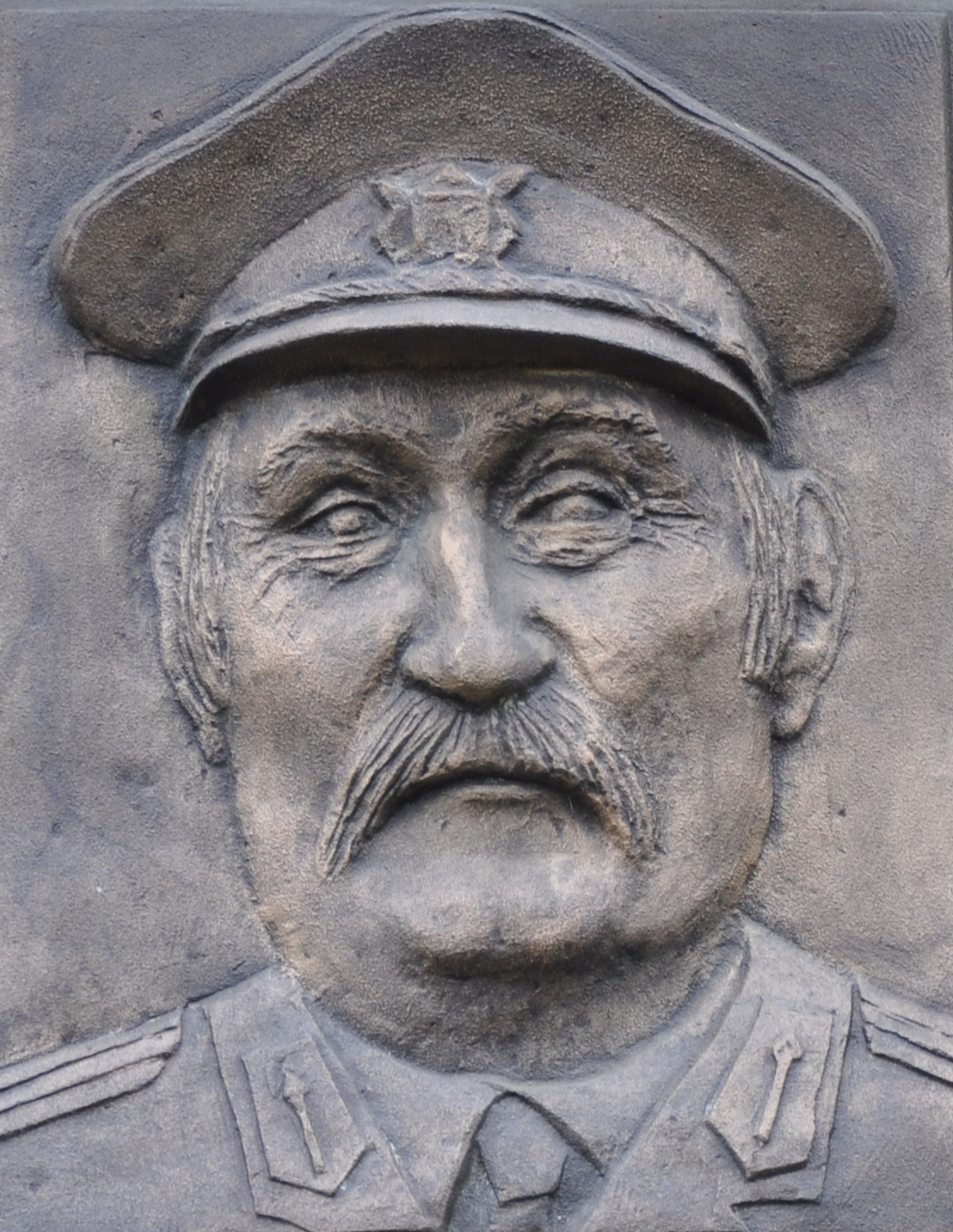
Pamětní deska s Pavlem Landovským jako majorem Haluškou